# Josef von Sternberg

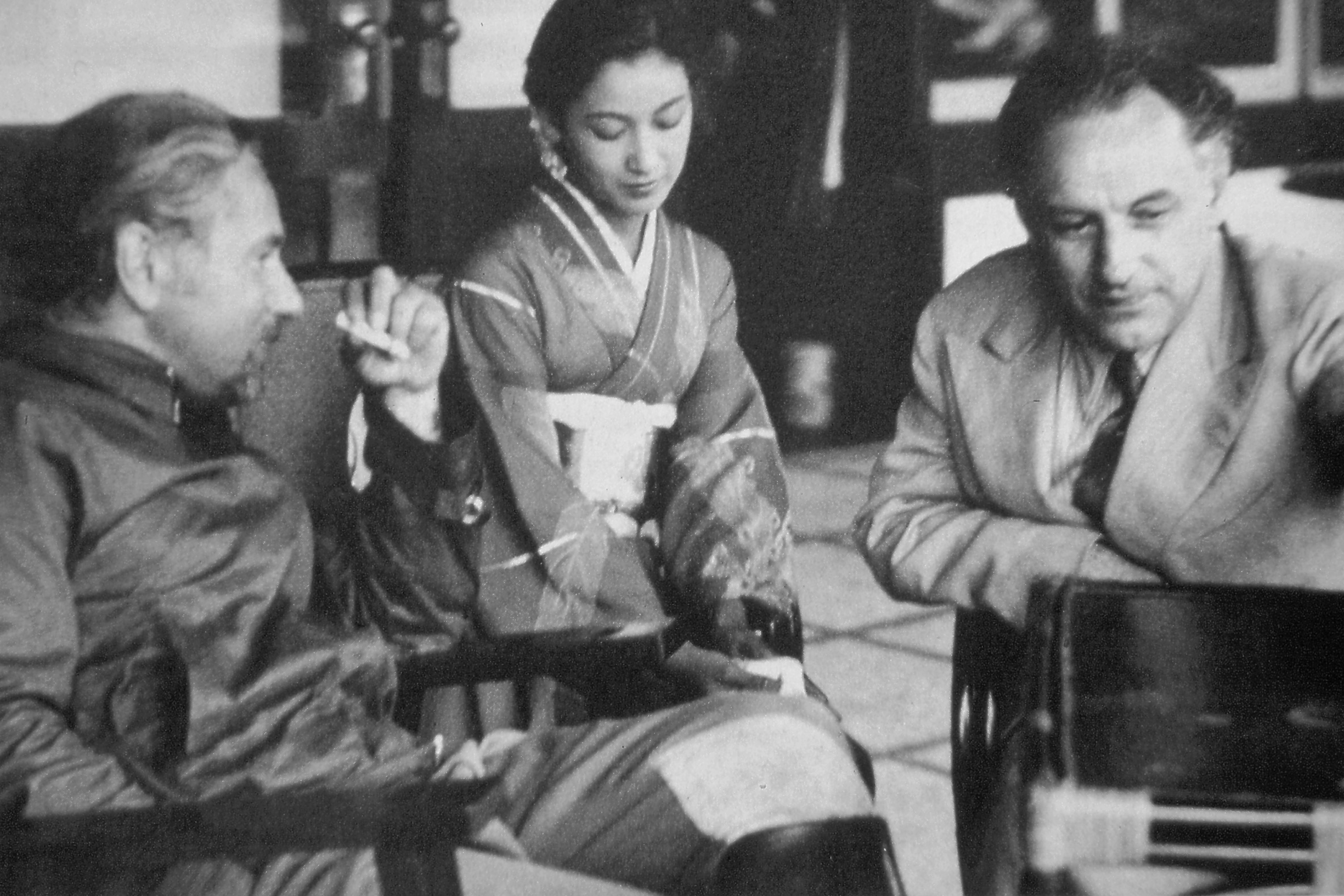
Von links nach rechts: Josef von Sternberg, Setsuko Hara und Arnold Fanck in Japan, 1936

Josef von Sternberg, ursprünglich Jonas Sternberg (* 29. Mai 1894 in Wien, Österreich-Ungarn; † 22. Dezember 1969 im Los Angeles County), war ein US-amerikanischer Regisseur österreichischer Herkunft. Bekannt geworden ist er vor allem durch seine sieben Filme mit Marlene Dietrich, darunter Der blaue Engel und Marokko.

## Leben

### Beginn der Karriere
Sternberg war der Sohn des aus Krakau stammenden jüdischen Geschäftsmanns Moses Sternberg und seiner Frau Serafine, geb. Singer. Wegen der Geschäftstätigkeit des Vaters lebte die Familie ab 1901 in Wien oder New York. Die Familie übersiedelte 1908 in die USA.  Nach ersten Arbeiten in einer Filmreparaturwerkstatt unter dem Künstlernamen Josef von Sternberg zog er 1923 nach Hollywood, wo er bei dem Film By Divine Right erstmals als Regieassistent tätig war. 1924 lernte er durch Vermittlung von Charles Chaplin und Mary Pickford den deutschen Schriftsteller und Drehbuchautor Karl Gustav Vollmoeller kennen, der ihn 1925 nach Venedig und Berlin einlud und ihn mit dem Schauspieler Emil Jannings bekannt machte. Mit dem Schauspieler George K. Arthur drehte er 1925 für 50.000 US-Dollar (entspricht heute ungefähr 890.000 US-Dollar) Die Heilsjäger, der auf einem großen Dampfbagger in den Sümpfen nahe San Pedro Bay aufgenommen wurde. Der Film erregte die Aufmerksamkeit einiger Kritiker, die Sternbergs innovativen Einsatz von Licht und Schatten in der Dramaturgie einer Szene lobten. Zwar zerschlugen sich im Anschluss Pläne, einen Film mit Mary Pickford zu drehen, doch am Ende bekam von Sternberg einen Vertrag bei MGM. Allerdings war die Zusammenarbeit mit den Studioverantwortlichen und den Stars nicht einfach. So stritt sich der als autokratisch berüchtigte Sternberg während der Dreharbeiten zu The Masked Bride wochenlang heftig mit der Hauptdarstellerin Mae Murray. Schließlich wurde der Vertrag im beiderseitigen Einvernehmen aufgelöst. Kurze Zeit später bekam er das Angebot, für Edna Purviance, die frühere Chaplin-Hauptdarstellerin, den Film A Woman of the Sea (auch: The Sea Gull) zu drehen. Chaplin entschied sich jedoch, den fertigen Film nicht in den Verleih zu geben, da er ihn für den Massengeschmack als zu intellektuell ansah. In den 1930er Jahren ließ Chaplin das Negativ vernichten, um die Drehkosten steuerlich absetzen zu können. Die wenigen Menschen, die den Streifen gesehen hatten, behaupteten, es sei eine der schönsten und visuell beeindruckendsten Arbeiten des amerikanischen Kinos gewesen.

### Paramount
Das Blatt wendete sich für von Sternberg erst, als er 1927 einen Vertrag bei Paramount bekam. Nachdem er einige Szenen für bereits abgedrehte Filme neu produziert hatte, so für It und Children of Divorce, beide mit Clara Bow, bekam er später im Jahr die Chance, den Film Unterwelt zu drehen. Das Drehbuch von Ben Hecht warf zum ersten Mal einen besorgten Blick hinter die Kulissen des organisierten Verbrechens und von Sternberg machte daraus einen packenden Gangsterfilm. Gleichzeitig komponierte er aus Licht und Schatten Szenen, die einen Kritiker zu der Bemerkung veranlassten, von Sternberg würde die Kamera so einsetzen wie der Maler seinen Pinsel. Nach dem überwältigenden kommerziellen Erfolg wurde von Sternberg mit der Regie für Sein letzter Befehl betraut, der mit Emil Jannings, dem wertvollsten Star des Studios, gedreht wurde. Jannings gewann unter anderem für diese Leistung ein Jahr später, als erster Schauspieler, den  Oscar in der Kategorie Bester Hauptdarsteller. Im selben Jahr folgte mit The Docks of New York einer der reifsten und visuell schönsten Filme seiner Laufbahn. Die Geschichte um einen Seemann und eine Prostituierte wurde durch von Sternberg zu einer Sinfonie aus Schatten und Lichteffekten.
1929 fuhr Josef von Sternberg nach Deutschland, um bei der UFA, an der die Paramount Anteile hielt, den ersten Tonfilm mit dem Star Emil Jannings zu verfilmen. Den Kontrakt mit der UFA vermittelte Karl Gustav Vollmoeller, der ihm als Drehbuchautor, technischer Berater und General Editor von der UFA zur Seite gestellt wurde. Ihm ist es auch zu verdanken, dass die Filmrechte des Romans Professor Unrat von Heinrich Mann unter dem Titel Der blaue Engel an die UFA verkauft wurden. Die weibliche Hauptrolle sollten zunächst die unterschiedlichsten Schauspielerinnen erhalten, u. a. Louise Brooks. Doch am Ende fiel die Wahl auf Marlene Dietrich, da Vollmoeller sie präferierte und gegen alle Widerstände durchsetzen konnte, so dass sie mit diesem Film ihren Durchbruch hatte. „I urged Mr. von Sternberg to cast for the starring role Miss Marlene Dietrich a young actress who was as yet unknown, but who, I believed, had all potentialities of a great star. Mr. von Sternberg respected my opinion about such matters...“ schrieb Vollmoeller in seinen autobiographischen Notizen.
Der Regisseur und sein Geschöpf reisten noch am Abend der Premiere nach Amerika, wo sie mit den Dreharbeiten für Marokko begannen. Dietrich wurde vom Studio als Antwort auf Greta Garbo aufgebaut, doch von Sternberg machte aus der Schauspielerin im Verlauf von sechs gemeinsamen Filmen eine ganz eigene Leinwandpersönlichkeit. Allerdings wurde von Sternberg rasch von der Presse vorgeworfen, zu sehr auf die visuellen Aspekte und die Inszenierung seiner Hauptdarstellerin zu achten und zu wenig Wert auf ein gutes Drehbuch zu legen. Die bekannte Journalistin Elizabeth Yeaman führte bereits am 1. September 1931 in ihrer Kolumne, in der sie über die Dreharbeiten zu Shanghai-Express berichtete, aus:
… I wouldn’t be surprised if Miss Dietrich gets Shanghai Express. You see she has never yet had a real break on a story. That is not because Paramount has neglected Marlene, but Josef von Sternberg doesn’t care much about strong stories. If he has too much story he can’t find room for his artistic effects, and these effects are much more important to him than story. But the fact remains that the public likes a good sound story, one that is plausible and human.
Besonders der Film Blonde Venus, den beide 1932 unmittelbar nach ihrem größten finanziellen Erfolg Shanghai-Express drehten, machte die angedeuteten Schwächen bei von Sternberg deutlich. Dietrich, die endlich einen Rollenwechsel, weg von der ewigen Verführerin wollte, verlangte einen Stoff, der sie als fürsorgliche Ehefrau und gute Mutter zeigte. Von Sternberg mochte jedoch das Konzept nicht und zeigte zudem Dietrich als Kabarettstar. Es gab zu keinem Zeitpunkt ein kohärentes Drehbuch und am Ende überzeugten nach Meinung der Kritiker nur die Musicalszenen, so die berühmte Hot-Voodoo-Nummer, in der die Dietrich zunächst als Gorilla verkleidet auf die Bühne kommt, um sich dann aus dem Kostüm zu schälen. 1931 übernahm der Regisseur ein halbfertiges Drehbuch, das Sergei Eisenstein auf der Basis des Gesellschaftsromans An American Tragedy von Theodore Dreiser verfasst hatte, ehe er aus dem Projekt gedrängt worden war. Von Sternberg verwarf die meisten Ideen und fing ganz von vorne an. Das Ergebnis spaltete die Kritik wie kaum eines seiner Werke zuvor. Zum einen lobten sie die schon bekannten Kompositionen aus Licht und Schatten sowie das Spiel von Sylvia Sidney als Drina. Doch insgesamt herrschte Übereinstimmung, dass sich Dreisers beißender sozialer Kommentar und von Sternbergs eher lyrischer Erzählstil gegenseitig ausschlossen.
Nachdem Dietrich auf Druck des Studios und vor dem Hintergrund der wenig ermutigenden Einspielergebnisse von Blonde Venus 1933 den wenig erfolgreichen Film Song of Songs unter der Regie von Rouben Mamoulian gedreht hatte, fanden beide Künstler Mitte 1934 wieder zusammen. Als Antwort auf den sehr erfolgreichen Film Königin Christine, der Garbo ein Jahr zuvor als schwedische Königin zeigte, wollte Paramount seinen eigenen Glamourstar ebenfalls als berühmte Herrscherin präsentieren. So entstand unter Sternbergs Regie der Historienfilm Die scharlachrote Kaiserin mit Dietrich als Katharina die Große.
Während der Dreharbeiten, die wieder durch endlose Änderungen am Drehbuch gekennzeichnet waren, und inmitten von eskalierenden Produktionskosten (so verlangte von Sternberg echten Hermelin für die Garderobe der Zarin) kam es zu einer berühmten Anekdote.
Der Schauspieler Sam Jaffe, der den debilen Ehemann der Kaiserin spielte, sollte eine Szene endlos wiederholen, da Sternberg irgendwelche Details jeweils nicht gefallen hatten. Irgendwann beschwerte sich Jaffe darüber, wie der Regisseur ihn behandelte. Von Sternberg nahm Jaffe zur Seite und sagte: „Mr. Jaffe, wissen Sie, allein in Japan habe ich 70 Millionen Anhänger.“ Jaffe meinte trocken: „Fein, Jesus hatte nur 12.“ Danach musste der Schauspieler keine Wiederholungen mehr drehen. Die Von-Sternberg-Dietrich-Zusammenarbeit endete im folgenden Jahr mit Der Teufel ist eine Frau, einer Geschichte um eine spanische Tänzerin. Dietrich mochte den Film mehr als jeden anderen, denn, so die Schauspielerin, He made me look so beautiful. Der Film war künstlerisch und finanziell eine Katastrophe.

### Spätere Jahre
1935 wechselte von Sternberg nach den finanziellen Reinfällen von Die scharlachrote Kaiserin und Der Teufel ist eine Frau zu Columbia Pictures, wo er unter anderem mit Grace Moore eine Operette über das Leben von Kaiserin Elisabeth (Sissi) von Österreich drehte. Im Jahr darauf wurde er von Alexander Korda für die Verfilmung von I, Claudius engagiert, doch die Dreharbeiten wurden zu einem Desaster. Die Hauptdarstellerin Merle Oberon wäre beinahe bei einem Verkehrsunfall ums Leben gekommen, die Finanzierung des Streifens platzte und am Ende wurde die Produktion eingestellt. Die wenigen erhaltenen Szenen gelten jedoch als das Beste, was von Sternberg je gedreht hat. Sternberg bewohnte ab 1935 ein vom Architekten Richard Neutra erbautes Haus im San Fernando Valley.
Auf persönlichen Wunsch von Louis B. Mayer wurde von Sternberg 1938 damit beauftragt, aus dessen österreichischer Entdeckung Hedy Lamarr den größten Star der Welt zu machen. Die Produktion von I Take This Woman entwickelte sich bald zu einer ausgewachsenen Katastrophe, die über 16 Monate dauerte, bei der fast die gesamte Besetzung ausgetauscht wurde und sich drei Regisseure abwechselten. Schließlich fand sich von Sternberg als Regisseur von Wallace Beery in dem Polizistendrama Sergeant Madden wieder. Mit Ausnahme von Abrechnung in Shanghai, der die Geschichte von Mother Gin Sling und ihrem Bordell erzählt, und des Dramas The Saga of Anatahan hatten seine späteren Arbeiten nicht mehr das Niveau der Jahre bei Paramount. The Saga of Anatahan erzählte die wahre Begebenheit von japanischen Soldaten, die noch sieben Jahre nach Kriegsende ihre Stellung auf der Insel Anatahan hielten, da sie sich weigerten, die japanische Kapitulation zu akzeptieren.
Zwischen 1959 und 1963 unterrichtete Sternberg Filmästhetik an der University of California in Los Angeles, auf der Grundlage seiner eigenen Werke. Zu seinen Studenten gehörten Jim Morrison und der Doktorand Ray Manzarek, die kurz nach ihrem Abschluss im Jahr 1965 die Rockgruppe The Doors gründeten. Die Gruppe nahm auch Lieder auf, die sich auf Sternberg bezogen, wobei Manzarek Sternberg später als „den vielleicht größten Einfluss einer einzelnen Person“ auf The Doors bezeichnete.
1963 erhielt Josef von Sternberg das Filmband in Gold für sein langjähriges und hervorragendes Wirken für den deutschen Film. 1967 stellte er auf der Frankfurter Buchmesse seine Autobiographie Ich – Josef von Sternberg. Erinnerungen vor.
Josef von Sternberg starb im Dezember 1969 im Alter von 75 Jahren in einem Krankenhaus im Los Angeles County an den Folgen eines Herzinfarkts, er wurde auf dem Westwood Village Memorial Park Cemetery beigesetzt.

### Privatleben
Josef von Sternberg war von 1926 bis 1930 in erster Ehe mit der Filmschauspielerin Riza Royce (1903–1980) verheiratet. 1945 heiratete er Jean Avette McBride (1917–1994). Die Ehe wurde 1947 geschieden. Mit der Kunsthistorikerin Meri Otis Wilner (1920–2017) war von Sternberg von 1948 bis zu seinem Tod verheiratet. Aus dieser Ehe stammt sein Sohn Nicholas Josef von Sternberg, der 1951 geboren wurde.

## Filmografie
- 1925: Die Heilsjäger (The Salvation Hunters)
- 1925: Die Tänzerin von Moulin-Rouge (The Masked Bride) einige Szenen, ohne Credit
- 1926: A Woman of the Sea
- 1926: Exquisite Sinner ersetzt durch Phil Rosen
- 1927: Das gewisse Etwas (It) einige Szenen, ohne Credit
- 1927: Kinder aus geschiedenen Ehen (Children of Divorce) einige Szenen, ohne Credit
- 1927: Unterwelt (Underworld)
- 1928: Sein letzter Befehl (The Last Command)
- 1928: Der König von Soho (Street of Sin) einige Szenen, ohne Credit
- 1928: Polizei (The Drag Net)
- 1928: Die Docks von New York (The Docks of New York)
- 1929: Eine Nacht im Prater (The Case of Lena Smith)
- 1929: Sie nannten ihn Thunderbolt (Thunderbolt)
- 1930: Der blaue Engel
- 1930: Marokko (Morocco)
- 1931: Entehrt (Dishonored)
- 1931: Eine amerikanische Tragödie (An American Tragedy)
- 1932: Shanghai-Express (Shanghai Express)
- 1932: Blonde Venus
- 1934: Die scharlachrote Kaiserin (The Scarlet Empress)
- 1935: The Fashion Side of Hollywood Dokumentarfilm
- 1935: Der Teufel ist eine Frau (The Devil Is a Woman)
- 1935: Schuld und Sühne (Crime and Punishment)
- 1936: The King Steps Out
- 1937: I, Claudius unvollendet
- 1938: Der große Walzer (The Great Waltz) einige Szenen, ohne Credit
- 1939: Sergeant Madden
- 1940: I Take This Woman einige Szenen, ohne Credit
- 1941: Abrechnung in Shanghai (The Shanghai Gesture)
- 1944: The Town Dokumentarfilm
- 1946: Duell in der Sonne (Duel in the Sun) einige Szenen, ohne Credit
- 1952: Macao
- 1953: Die Sage von Anatahan (The Saga of Anatahan)
- 1957: Düsenjäger (Jet Pilot) bereits 1949–1953 abgedreht

## Auszeichnungen
Oscar/Beste Regie
- Oscarverleihung 1931: Nominierung für Marokko
- Oscarverleihung 1932: Nominierung für Shanghai-Express

Weitere Auszeichnungen (Auswahl)
- 1930: Kinema-Jumpō-Preis für Die Docks von New York
- 1932: Kinema-Jumpō-Preis für Marokko
- 1935: Preis für die beste Kameraarbeit bei den Internationalen Filmfestspielen von Venedig für Der Teufel ist eine Frau
- 1963: Filmband in Gold für das Lebenswerk
- 1969: Preis des Filmarchivs Austria für das Lebenswerk
- Stern auf dem Hollywood Walk of Fame (6401 Hollywood Blvd.)